# GRB2
Growth factor receptor-bound protein 2 também conhecido como Grb2 é uma proteína adptadora envolvida na transdução de sinal/sinalização celular. Nos humanos a proteína GRB2 é codificada pelo gene GRB2.

## Interações
Grb2 mostrou interação com Arachidonate 5-lipoxygenase, Lymphocyte cytosolic protein 2, GAB2, B-cell linker, Abl gene, CD28, FRS2, Mitogen-activated protein kinase 9, CD22, NEU3, ETV6, MAP2, Dock180, PIK3R1, SH2B1, CRK, GAB1, MST1R, DNM1, Huntingtin, Src, Beta-2 adrenergic receptor, VAV2, ADAM15, RAPGEF1, VAV1, HER2/neu, Epidermal growth factor receptor, PDGFRB, PTK2, Erythropoietin receptor, Linker of activated T cells, Dystroglycan, SH3KBP1, Granulocyte colony-stimulating factor receptor, DCTN1, CDKN1B, Colony stimulating factor 1 receptor, EPH receptor A2, KHDRBS1, RET proto-oncogene, PLCG1, TrkA, PRKAR1A, Janus kinase 2, MUC1, CD117, Fas ligand, Janus kinase 1, VAV3, BCAR1, PTPN1, INPP5D, ITK, SHC1, PTPN12, C-Met, PTPN11, Glycoprotein 130, PTPN6, Syk, MAP4K1, Wiskott-Aldrich syndrome protein, NCKIPSD, PTPRA, BCR gene, CBLB, Cbl gene, SOS1, IRS1, TNK2, MED28, MAP3K1 e HNRNPC.

## Leitura de apoio
- Colledge M, Froehner SC (1998). «Interaction between the nicotinic acetylcholine receptor and Grb2. Implications for signaling at the neuromuscular junction.». Ann. N. Y. Acad. Sci. 841: 17–27. PMID 9668219. doi:10.1111/j.1749-6632.1998.tb10907.x
- Ramesh N, Antón IM, Martínez-Quiles N, Geha RS (1999). «Waltzing with WASP.». Trends Cell Biol. 9 (1): 15–9. PMID 10087612. doi:10.1016/S0962-8924(98)01411-1
- O'Sullivan E, Kinnon C, Brickell P (1999). «Wiskott-Aldrich syndrome protein, WASP.». Int. J. Biochem. Cell Biol. 31 (3-4): 383–7. PMID 10224664. doi:10.1016/S1357-2725(98)00118-6
- Schlaepfer DD, Hauck CR, Sieg DJ (1999). «Signaling through focal adhesion kinase.». Prog. Biophys. Mol. Biol. 71 (3-4): 435–78. PMID 10354709. doi:10.1016/S0079-6107(98)00052-2
- Vidal M, Liu WQ, Gril B;  et al. (2004). «[Design of new anti-tumor agents interrupting deregulated signaling pathways induced by tyrosine kinase proteins. Inhibition of protein-protein interaction involving Grb2]». J. Soc. Biol. 198 (2): 133–7. PMID 15368963